# 요비아누스

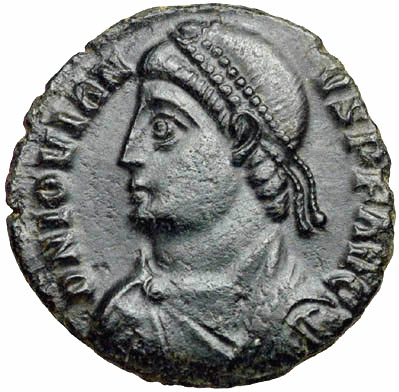

플라비우스 클라우디우스 요비아누스(Flavius Claudius Jovianus, 332년 추정 - 364년 2월 17일)은 363년 6월 26일 율리아누스 황제가 사산조 페르시아와의 전쟁에서 전사하자 그의 부하들에 의해 로마 황제로 선출된 군인이다.
요비아누스의 아버지는 콘스탄티우스 2세의 황실 경비대장이었다. 요비아누스도 일찌기 군대에 들어가 황실의 경호대에 복무하였고, 율리아누스의 사산조 페르시아 원정에 함께 하였다. 율리아누스가 퇴각하다가 결국 전투 중의 부상으로 죽자 로마 군단은 처음에는 살루스트를 황제로 옹립하려 했으나, 살루스트가 끝내 고사하자 요비아누스를 황제로 옹립했다. 요비아누스는 당시 거의 무명이었고 알려진 업적도 없었기에 그의 선출은 우연이나 실수로 간주된다. 일설에 따르면 병사들이 율리아누스의 이름을 외친 것이 와전되어 요비아누스로 잘못 불렸다고 한다.
일단 황제가 된 이후 요비아누스는 사산조 페르시아와의 정전협정을 끝내야 했다. 로마군의 안전한 퇴각을 위해 갈레리우스 황제 이후 수복했던 티그리스강 동쪽의 모든 로마 지역을 사산조에 양보했고, 기독교 왕인 아르샤크 1세가 지배하는 아르메니아 왕국의 중립을 보장해야 했다. 아르메니아는 전통적으로 로마의 속국이었으나 이제 사산조와 로마의 분쟁시에 중립을 지켜야 했다. 이와 같은 협정 조건은 로마에게는 굴욕적인 조건이었으나, 요비아누스는 자신의 재위의 안정을 위해 하루라도 빨리 콘스탄티노폴리스로 돌아가야 했다.
요비아누스는 기독교인이었기에 이전 황제 율리아누스의 모든 반기독교적인 조치를 취소하고, 다시 친기독교정책을 폈다. 요비아누스의 짧은 치세에 기독교의 많은 권리들이 인정되었고, 라바룸은 다시 로마군단의 상징이 되었다. 모든 종교적 관용 조치가 다시 폐기되었다.
364년 2월 17일 소아시아에서 콘스탄티노폴리스로 돌아오는 길에 요비아누스는 비티니아와 갈라티아의 국경 지역에 있던 다다스타나에서 죽었다. 아마도 독버섯이나 난방을 위해 피운 불에 의한 일산화탄소 중독으로 죽은 것으로 보인다. 요비아누스의 뒤를 이어 발렌티니아누스 1세가 황제가 되었다.

## 같이 보기
- 로마 황제 목록
- 동로마 황제
- 암미아누스 마르켈리누스